# Chatwet Singto
Chatwet Singto (thailändisch ชาติเวท สิงห์โต; * 22. September 1996) ist ein thailändischer Fußballspieler.

## Karriere
Chatwet Singto stand bis Juni 2022 beim Drittligisten Yasothon FC unter Vertrag. Mit dem Verein aus Yasothon spielte er 19-mal in der North/Eastern Region der Liga. Ende Juni 2022 wechselte er zum ebenfalls North/Eastern Region spielenden Mahasarakham FC. Am Ende der Saison 2022/23 wurde er mit dem Verein aus Maha Sarakham Meister der Region. In den Aufstiegsspielen zur zweiten Liga konnte man sich jedoch nicht durchsetzen. Nach insgesamt 29 Drittligaspielen wechselte er im Januar 2024 zum Zweitligisten Phrae United FC. Sein Zweitligadebüt für den Verein aus Phrae gab Chatwet Singto am 6. Januar 2024 (18. Spieltag) im Heimspiel gegen den	Kasetsart FC. Bei dem 3:0-Heimsieg wurde er in der 87. Minute für Laphonwich Sutthasen eingewechselt.

## Erfolge
Mahasarakham FC
- Thai League 3 – North/East: 2022/23